# Sabacon relictus
Sabacon relictus is een hooiwagen uit de familie Sabaconidae.